# Promops centralis
Promops centralis är en fladdermusart som beskrevs av Thomas 1915. Promops centralis ingår i släktet Promops och familjen veckläppade fladdermöss. IUCN kategoriserar arten globalt som livskraftig.
Inga underarter finns listade i Catalogue of Life. Wilson & Reederv (2005) skiljer mellan tre underarter.
Arten blir med svans 12,7 till 16,1 cm lång, svanslängden är 4,7 till 6,0 cm och vikten varierar mellan 19 och 27 g. Promops centralis har 0,8 till 1,3 cm långa bakfötter och 4,9 till 5,5 cm långa underarmar. Tandformeln är I 1/2, C 1/1, P 2/2, M 3/3, alltså 30 tänder. På ovansidan förekommer chokladbrun päls och undersidans päls är ljusare samt mer gråaktig.
Denna fladdermus förekommer med två från varandra skilda populationer i Central- och Sydamerika. Den första från Mexiko till Nicaragua och den andra från norra Colombia till norra Argentina. Arten lever även på Trinidad och Tobago. I Anderna når den 1800 meter över havet. Habitatet varierar mellan bland annat städsegröna skogar och lövfällande skogar.
Flockar med upp till 6 exemplar vilar i trädens håligheter, under lösa barkskivor eller under stora blad. Jakten sker bland annat ovanför skogsgläntor och vattenansamlingar. På grund av kraniets konstruktion antas att arten har insekter utan hårt skal som föda. Promops centralis parar sig mellan mars och juli.